# مجموعة الخطوط الجوية الدولية
المجموعة الدولية الموحدة للخطوط الجوية (International Consolidated Airlines Group SA)، التي يتم تداولها كمجموعة الخطوط الجوية الدولية (International Airlines Group) وعادة ما يتم اختصارها إلى «آي إيه جي» ("IAG")، هي شركة طيران أنجلو-إسبانية متعددة الجنسيات مع مكتبها المسجل في مدريد، إسبانيا، ومقرها العالمي في لندن، إنجلترا. تم تشكيلها في يناير 2011 بعد اتفاقية اندماج بين الخطوط الجوية البريطانية وأيبيريا، الناقلتين العلميتين للمملكة المتحدة وإسبانيا على التوالي، عندما أصبحت الخطوط الجوية البريطانية وأيبيريا شركتين تابعتين مملوكتين بالكامل لـ «آي إيه جي». تم منح مساهمي الخطوط الجوية البريطانية 55٪ من أسهم الشركة الجديدة.
منذ إنشائها، وسعت «آي إيه جي» مجموعة عملياتها وعلاماتها التجارية من خلال شراء شركات طيران أخرى - بي إم أي (2011) وفيولينغ (2012) وأير لينغس (2015). تمتلك المجموعة أيضًا العلامة التجارية ليفل وأفيوس، برنامج مكافآت «آي إيه جي».
الشركة مدرجة في بورصة لندن وبورصة مدريد. وهي أحد مكونات مؤشر فوتسي 100 ومؤشر ايبكس 35.

## تاريخ

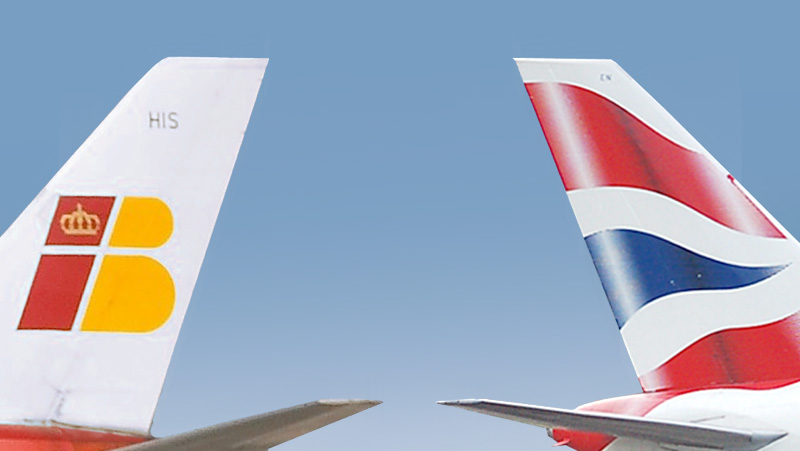
ذيول الطائرات التابعة للخطوط الجوية الإيبيرية والبريطانية، أوائل العقد الأول من القرن الحادي والعشرين

### إنشاء «آي إيه جي» كشركة الخطوط البريطانية / أيبيريا القابضة
وقعت شركة الخطوط الجوية البريطانية وأيبيريا اتفاقية اندماج أولية في نوفمبر 2009. في أبريل 2010، وقعت شركة الخطوط الجوية البريطانية وأيبيريا اتفاقية اندماج كاملة، مع الموعد المقرر للانتهاء في أواخر عام 2010، رهنا بالحصول على الموافقات التنظيمية اللازمة. اكتمل الاندماج بين الخطوط الجوية البريطانية وأيبيريا في 21 يناير 2011، وبدأت الأسهم في الشركة القابضة الجديدة «آي إيه جي» التداول في لندن ومدريد في 24 يناير.
في 6 أكتوبر 2011، أنشأت «آي إيه جي» شركة أيبيريا إكسبرس، وهي شركة طيران جديدة منخفضة التكلفة لتشغيل طرق المسافات القصيرة والمتوسطة من مركز «آي إيه جي» في مدريد وتوفير خدمة النقل على شبكة أيبيريا الطويلة. بدأت أيبيريا إكسبريس عملياتها في 25 مارس 2012.

### شراء بي إم أي (2011)
في 4 نوفمبر 2011، وافقت «آي إيه جي» من حيث المبدأ على الاستحواذ على شركة بريتش ميدلاند انترناشيونال (بي إم أي) من لوفتهانزا، في صفقة من شأنها زيادة حصة «آي إيه جي» في فتحات في مطار هيثرو من 45٪ إلى 54٪. في 22 ديسمبر 2011، وافقت «آي إيه جي» على صفقة ملزمة مع لوفتهانزا للحصول على بي إم أي مقابل 172.5 مليون جنيه إسترليني. في 30 مارس 2012، تمت الموافقة على الشراء، بشرط أن تقوم المجموعة المندمجة بتجريد 12 خانة يومية واستئجار فتحتين يوميًا في مطار هيثرو. اكتمل الاستحواذ في 20 أبريل 2012، وتم دمج أسطول ومسارات بي إم أي في جدول الخطوط الجوية البريطانية طوال عام 2012. نصحت سلوتر آند ماي وهي شركة محاماة دولية مقرها في بونهيل رو، لندن«آي إيه جي» بشأن الاستحواذ على بي إم أي.

### شراء شركة فيولينغ وإنشاء «آي إيه جي» للشحن (2012)

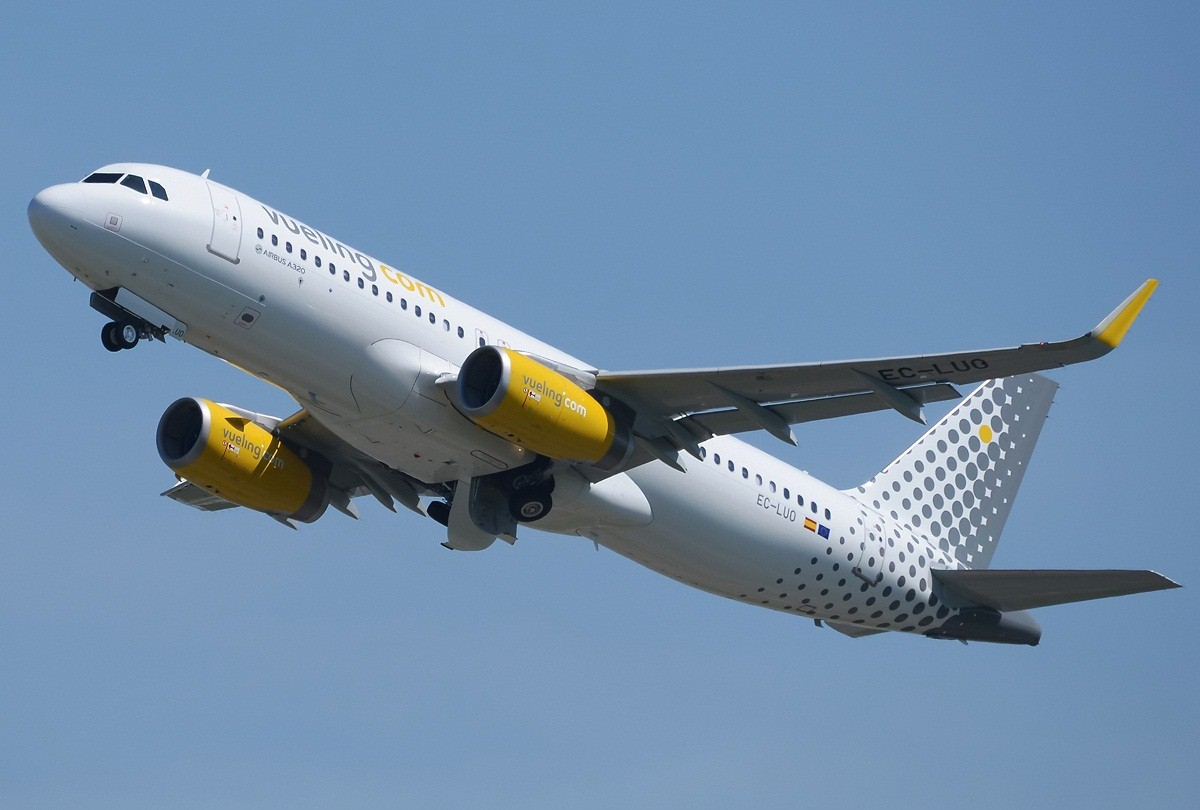
فيولينغ إيرباص A320-200

في 8 نوفمبر 2012، قدمت «آي إيه جي» عرضًا نقديًا لشراء فيولينغ، وهي شركة طيران إسبانية منخفضة التكلفة مقرها في برشلونة. كان العرض 7 يورو لكل سهم عادي من فيولينغ، مع توقع أن تبلغ التكلفة الإجمالية للشراء 113 مليون يورو. تم تمويله من موارد «آي إيه جي» الداخلية. إجمالي الأصول المبلغ عنها لشركة فيولينغ اعتبارًا من 30 سبتمبر 2012 805 مليون يورو وفي الأشهر التسعة المنتهية في 30 سبتمبر 2012 حققت أرباحًا قبل الضرائب بلغت 59 مليون يورو. تم قبول عرض متزايد بقيمة 9.25 يورو من قبل مجلس إدارة فيولينغ في 9 أبريل 2013، وحصل على موافقة غالبية المساهمين في 23 أبريل 2013. سيطرت «آي إيه جي» على فيولينغ في 26 أبريل 2013.
في ديسمبر 2012، أكملت «آي إيه جي» دمج عمليات الشحن للخطوط الجوية البريطانية وبي إم أي وأيبيريا في وحدة أعمال واحدة، «آي إيه جي» للشحن.

### شراء أير لينغس (2015)

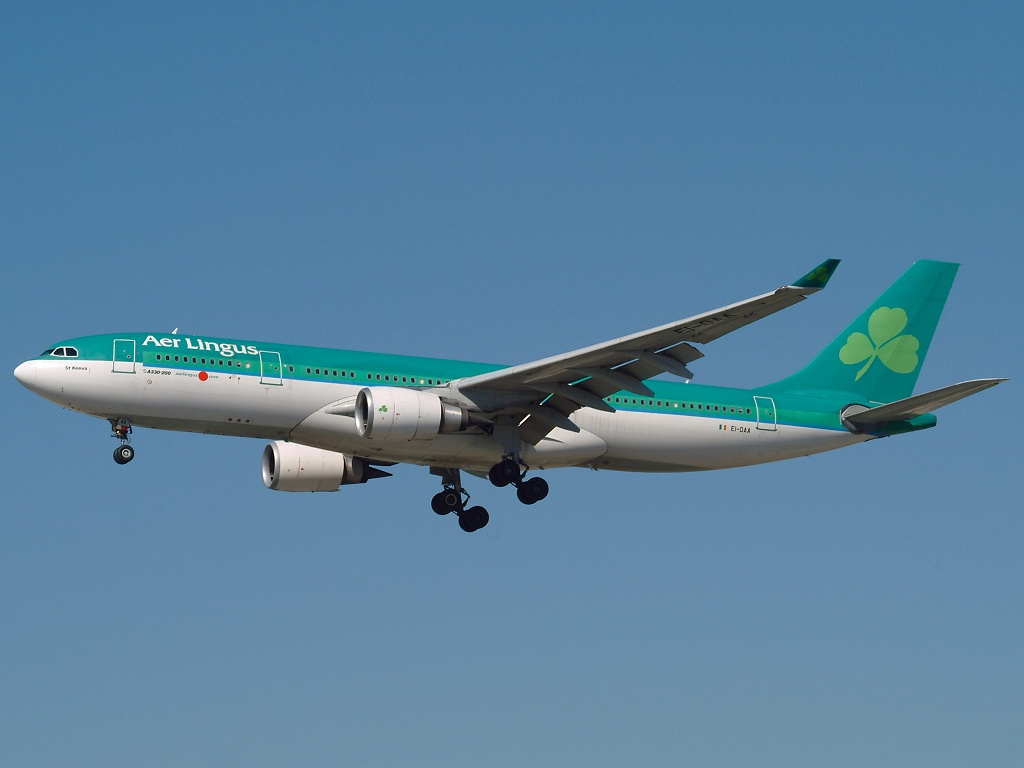
اير لينغس إيرباص إيه 330-200

في يناير 2015، قدمت «آي إيه جي» عرضًا بقيمة 1.36 مليار يورو لشراء أير لينغس. وكان من المتوقع قبول ذلك بعد رفض عطاءين سابقين. في مايو 2015، وافقت الحكومة الأيرلندية على بيع حصتها في أير لينغس إلى «آي إيه جي»، كما فعل مجلس إدارة شركة أير لينغس في أواخر يناير 2015. أصبح الاستحواذ لا رجوع فيه في 18 أغسطس 2015.

### إنشاء ماركة ليفل

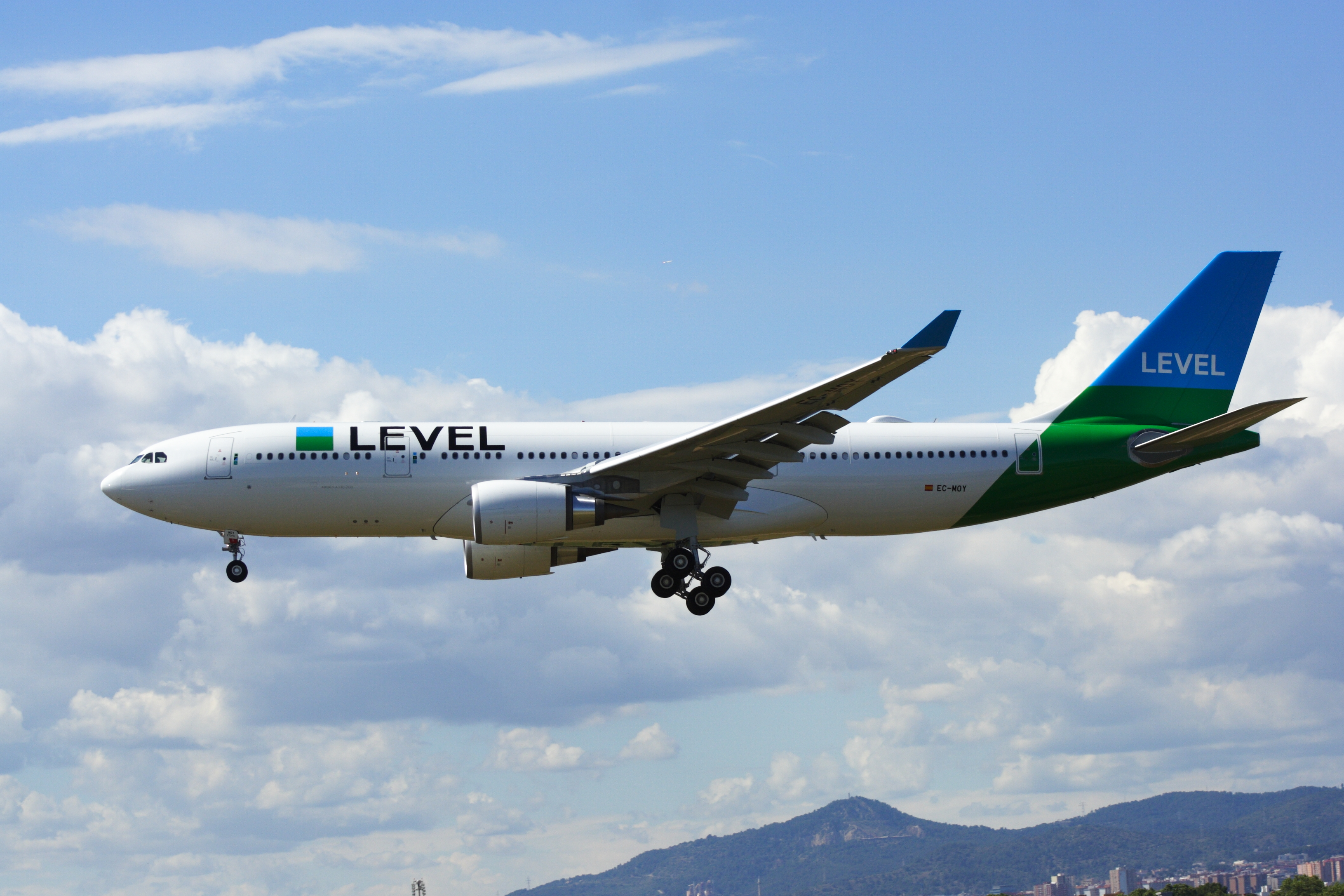
المستوى إيرباص إيه 330-200

في مارس 2017، أُعلن أن شركة طيران جديدة منخفضة التكلفة تُدعى ليفل ستبدأ العمل من برشلونة في يونيو 2017.
في 29 ديسمبر 2017، أُعلن أن «آي إيه جي» اشترت أجزاء رئيسية من شركة الطيران النمساوية البائدة طيران نيكي بما في ذلك 15 طائرة إيرباص إيه 321 وحقوق المرور في دوسلدورف وميونيخ وفيينا وزيورخ وبالما دي مايوركا. من المخطط إنشاء فرع نمساوي جديد لشركة فيولينغ كبديل لشركة نيكي.

### تم إحباط الاستيلاء النرويجي، وأوامر الأسطول الجماعي
في أبريل 2018، أفيد أن «آي إيه جي» كانت تدرس الاستحواذ على شركة النرويجية، وهي شركة منافسة منخفضة الميزانية للمجموعة، ولكن بحلول أوائل عام 2019، تخلصت «آي إيه جي» بالكامل من حصتها في النرويجية.
في يونيو 2019، وقعت «آي إيه جي» خطاب نوايا لشراء 200 طائرة بوينغ 737 ماكس على الرغم من أن 737 ماكس كانت لا تزال معلقة في جميع أنحاء العالم في وقت التوقيع بعد حادثين مميتين من المحتمل أن يكونا بسبب تصميم نظام تعزيز خصائص المناورة (MCAS). شكك محللو الطيران في قيادة «آي إيه جي» في إصدار مثل هذا الأمر عندما لا يزال تصميم بوينغ 737 ماكس قيد التصحيح. تجاهل ويلي والش، الرئيس التنفيذي لشركة «آي إيه جي»، مستقبل الطائرة المجهول. وقال: «نحن نتشارك مع علامة بوينغ التجارية». «هذه هي العلامة التجارية التي أتعامل معها. هذه هي العلامة التجارية التي عملت معها لسنوات. وهي علامة تجارية أثق بها».
في معرض باريس الجوي لعام 2019، وافقت «آي إيه جي» أيضًا على شراء 14 طائرة من طراز إيرباص إيه 320 نيو إكس إل آر، 8 منها للتسليم إلى أيبيريا و 6 إلى أير لينغس، مع خيارات لـ 14 طائرة أخرى.

### شراء طيران أوروبا (2019)
في نوفمبر 2019، أعلنت «آي إيه جي» أنها تخطط للاستحواذ على طيران أوروبا من غلوباليا مقابل 1 مليار يورو. الصفقة، الممولة من الديون الخارجية، وكان من المتوقع أن تكتمل في النصف الثاني من عام 2020، رهنا بموافقة الجهات التنظيمية. في 20 يناير 2021، أعلنت «آي إيه جي» أنها أعادت التفاوض بشأن صفقتها للاستحواذ على طيران أوروبا (عبر أيبيريا) مقابل 500 مليون يورو نتيجة لوباء كوفيد-19. كما تفاوضت على تأخير الدفع لشركة غلوباليا لمدة 6 سنوات. من المتوقع أن يتم إتمام الصفقة في النصف الثاني من عام 2021، ويخضع الاستحواذ لموافقة المفوضية الأوروبية.
في سبتمبر 2021، أعلنت مجموعة الخطوط الجوية الدولية أن الخطوط الجوية البريطانية ستنهي عملياتها الرئيسية قصيرة ومتوسطة المدى في مطار غاتويك بأثر فوري مما أدى إلى إلغاء أكثر من 30 مسارًا. جاء ذلك بعد فشل مفاوضات العمل المتعلقة بتسليم هذه العمليات، والتي كان معظمها لا يزال معلقًا بسبب جائحة كوفيد-19، إلى شركة تابعة تم تشكيل ميزانيتها حديثًا داخل «آي إيه جي».

## شؤون الشركات

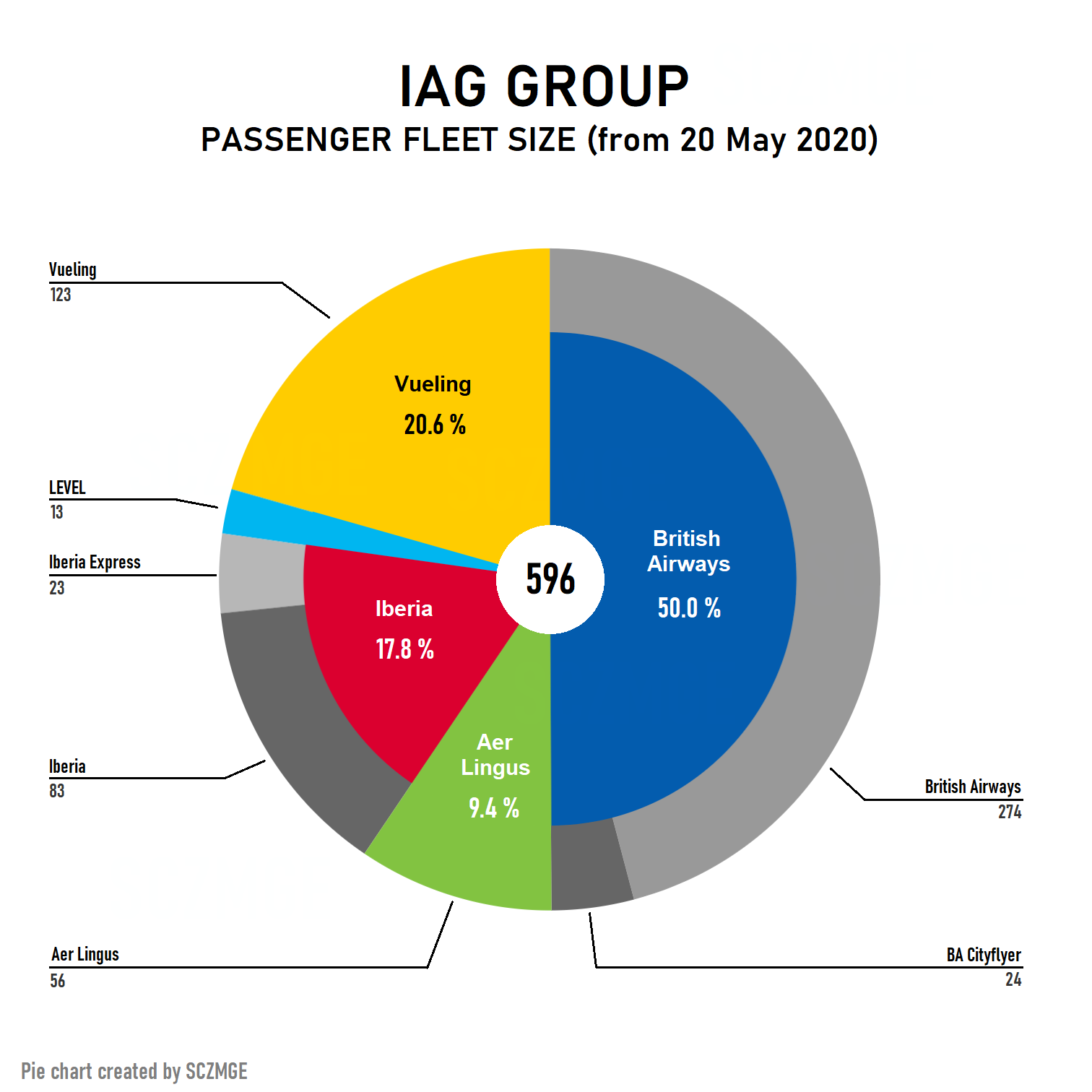
حجم أسطول الركاب الحالي لـ "آي إيه جي" (باستثناء الشحن) - مايو 2020

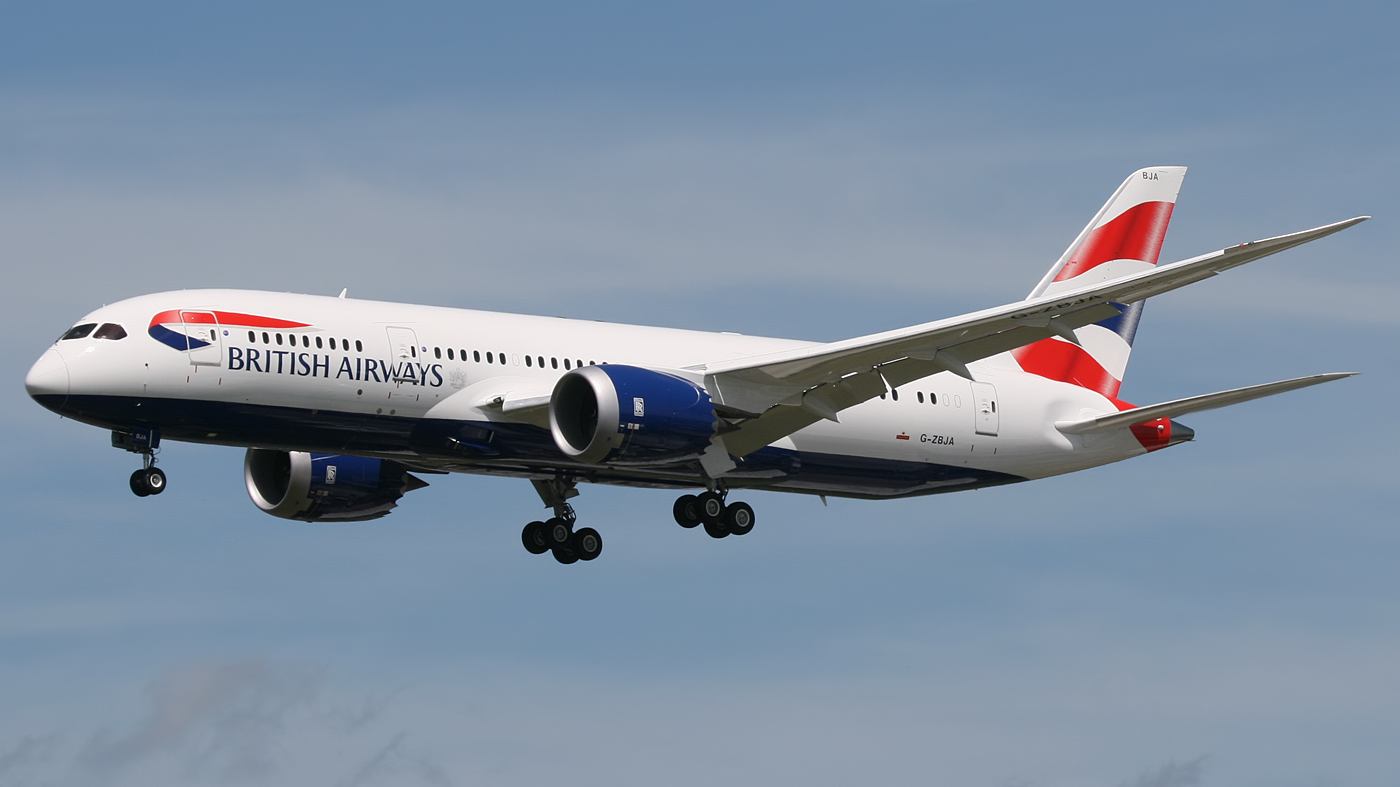
الخطوط الجوية البريطانية بوينغ 787-8

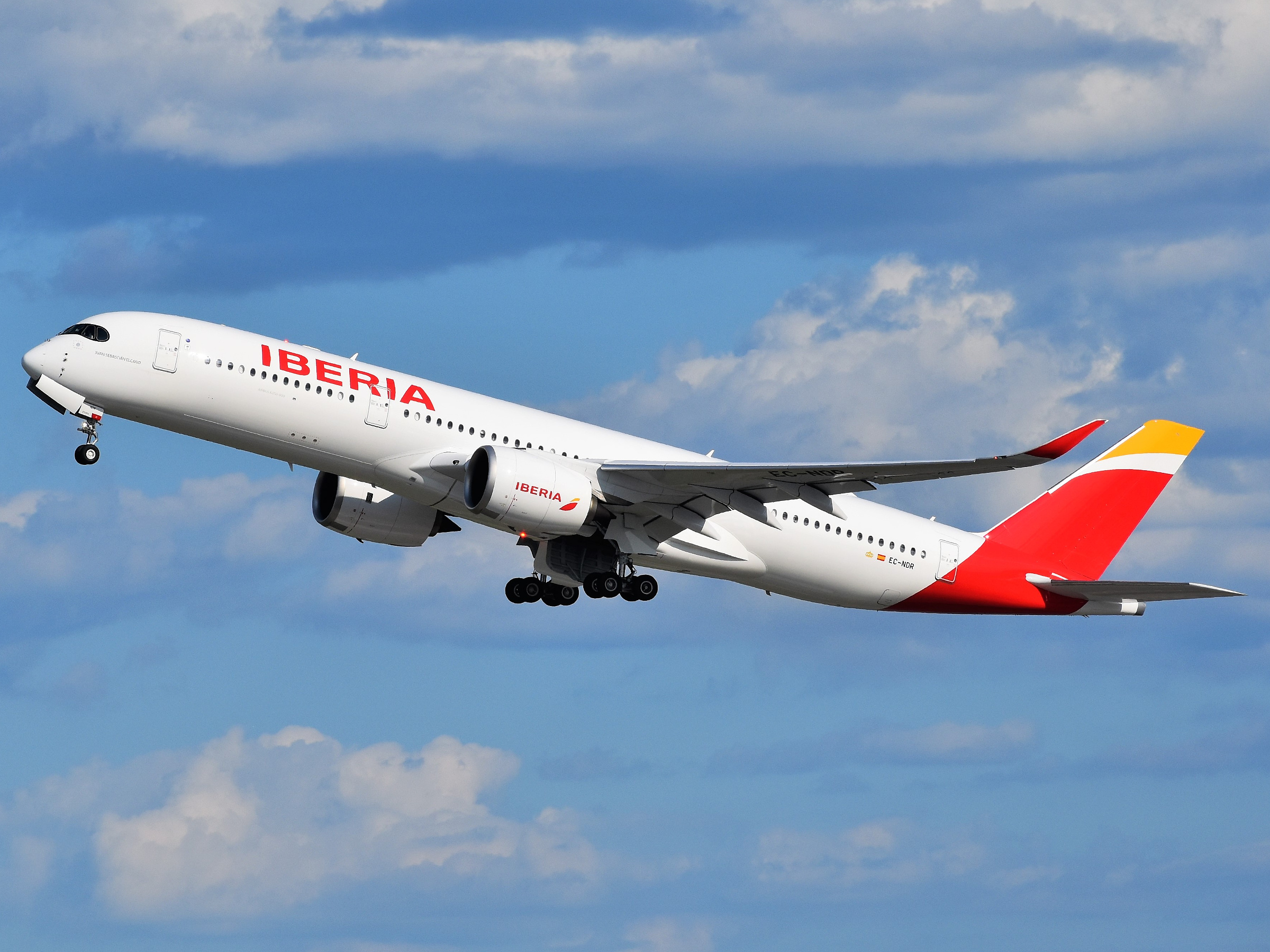
أيبيريا إيرباص إيه 350-900

### ملخص
تم تأسيس «آي إيه جي» كشركة شراكة مساهمة مجهولة في إسبانيا، حيث تُعقد اجتماعات مجلس إدارة الشركة، ومقرها في إسبانيا لأغراض ضريبية. «آي إيه جي» لديها قائمة رئيسية في بورصة لندن وكانت مكونة لمؤشر فوتسي 100 منذ 24 يناير 2011. لديها إدراجات ثانوية في بورصات مدريد، برشلونة، بلباو وفالنسيا، وكانت أحد مكونات مؤشر إيبكس 35 منذ 1 أبريل 2011.
الخطوط الجوية القطرية هي مساهم أقلية في «آي إيه جي»، حيث استثمرت لأول مرة في عام 2015، حيث اشترت 9.99٪ من الشركة. زادت قطر حصتها بشكل مطرد منذ ذلك الحين، واستحوذت على 25.1٪ من الأسهم في فبراير 2020.
يقع المقر التشغيلي لـ «آي إيه جي»، الذي يتحكم في إدارة كل من الشركات التابعة لها البريطانية والإسبانية، في مبنى ووترسايد في هارموندسورث، لندن الكبرى.

### هيكل المجموعة
هيكل الشركات العاملة الرئيسية هو:
| شركة طيران | الشركات التابعة  | شركة طيران غير تابعة لـ "آي إيه جي"                |
| --- | ---------------- | -------------------------------------------------- |
| أير لينغس | Aer Lingus UK    | Aer Lingus Regional                                |
| الخطوط الجوية البريطانية | BA CityFlyer     | SUN-AIR (امتياز)                                   |
| أيبيريا (شركة طيران) | ايبيريا اكسبريس ‏ | نوستروم إير (امتياز، تداول باسم أيبيريا الاقليمية) |
| Level A | —                | —                                                  |
| خطوط فيولينغ الجوية | —                | —                                                  |
| الشركات التابعة الأخرى |                  |                                                    |
| - آي إيه جي للشحن ‏ (اندماج بين أيبيريا للشحن و British Airways World Cargo) - مجموعة أفيوس (تدير لـ آي إيه جي برنامج المسافر الدائم) |                  |                                                    |

A بما في ذلك مستوى فرنسا ومستوى النمسا..

### اتجاهات الأعمال الجماعية
الاتجاهات الرئيسية لمجموعة الخطوط الجوية الدولية خلال السنوات الأخيرة موضحة أدناه (كما في السنة المنتهية في 31 ديسمبر):
|                                         | 2011                       | 2012                       | 2013                       | 2014                       | 2015                       | 2016                       | 2017                       | 2018                       | 2019                       | 2020                       | 2021                       |
| الاتجاهات المالية للمجموعة              | الاتجاهات المالية للمجموعة | الاتجاهات المالية للمجموعة | الاتجاهات المالية للمجموعة | الاتجاهات المالية للمجموعة | الاتجاهات المالية للمجموعة | الاتجاهات المالية للمجموعة | الاتجاهات المالية للمجموعة | الاتجاهات المالية للمجموعة | الاتجاهات المالية للمجموعة | الاتجاهات المالية للمجموعة | الاتجاهات المالية للمجموعة |
| --------------------------------------- | -------------------------- | -------------------------- | -------------------------- | -------------------------- | -------------------------- | -------------------------- | -------------------------- | -------------------------- | -------------------------- | -------------------------- | -------------------------- |
| حجم الأعمال (مليون يورو)                | 16339                      | 18117                      | 18675                      | 20,170                     | 20350                      | 22.567                     | 22972                      | 24406                      | 25506                      | 7806                       | 8455                       |
| الربح قبل الضريبة (مليون يورو)          | 527                        | (997)                      | 227                        | 828                        | 1,801                      | 2,362                      | 2,493                      | 3,487                      | 2,275                      | (7,810)                    | (3,507)                    |
| صافي الربح (مليون يورو)                 | 485                        | (923)                      | 147                        | 1003                       | 1,516                      | 1952                       | 2,009                      | 2897                       | 1,715                      | (6,923)                    | (2,933)                    |
| EPS الأساسي (سنتات يورو)                | 31.1                       | (51.0)                     | 6.6                        | 48.2                       | 73.5                       | 93.0                       | 95.8                       | 142.7                      | 86.4                       | (196.2)                    | (59.1)                     |
| الاتجاهات التشغيلية للمجموعة            |                            |                            |                            |                            |                            |                            |                            |                            |                            |                            |                            |
| عدد الركاب (م)                          | 51.7                       | 54.6                       | 67.2                       | 77.3                       | 88.3                       | 100.7                      | 104.8                      | 112.9                      | 118.3                      | 31.3                       | 38.9                       |
| البضائع المنقولة (بآلاف الأطنان)        |                            |                            |                            |                            | 661                        | 680                        | 701                        | 702                        | 682                        | 444                        | 539                        |
| عدد الطائرات (العاملة) (في نهاية العام) |                            |                            |                            |                            | 529                        | 548                        | 546                        | 573                        | 598                        | 533                        | 531                        |
| ملاحظات / مصادر                         |                            |                            |                            |                            | [ 61 ]                     | [ 61 ]                     | [ 61 ]                     | [ 61 ]                     | [ 61 ]                     | [ 62 ]                     |                            |

في عام 2012، أفيد أن أرباح الخطوط الجوية البريطانية قد تلاشت بسبب خسائر أيبيريا، وأن شركة الطيران الإسبانية كانت في صراع من أجل بقائها. بحلول عام 2013، خسرت شركة أيبيريا مليار يورو، مما تطلب من الرئيس التنفيذي «آي إيه جي» فيلي والش الدفاع عن اندماج «آي إيه جي». بعد المزيد من الخسائر، كانت الميزانية العمومية لشركة «آي إيه جي» تعاني من عجز كبير حيث خاضت أيبيريا منافسة منخفضة التكلفة وركودًا، واعترف والش بأنه ربما كان على شركة الخطوط الجوية البريطانية تأجيل الاندماج، قائلاً: «إذا كنت أعرف أن الاقتصاد الإسباني سوف يتدهور إلى النطاق الذي حدث فيه، ربما نكون قد أخرنا القرار لكنني أعتقد في النهاية أن الاندماج هو الشيء الصحيح». من عام 2014 فصاعدًا، عادت أيبيريا إلى الربحية، مما أظهر أن تنبؤات والش كانت مبررة.
في فبراير 2021، قالت «آي إيه جي» إنها خسرت حوالي 7 مليارات يورو بسبب جائحة كوفيد-19 في عام 2020، لكن كان لديها 10.3 مليار يورو من الأموال السائلة لتجاوز الأزمة.

### القيادة العليا
- الرئيس: خافيير فيران (منذ يناير 2021) [68]
- الرئيس التنفيذي: لويس غاليغو (منذ سبتمبر 2020) [69]

#### قائمة الرؤساء السابقين
1. أنطونيو فاسكيز روميرو (2011-2021)[70]

#### قائمة الرؤساء التنفيذيين السابقين
1. ويلي والش (2011-2020)[71]

## عمليات

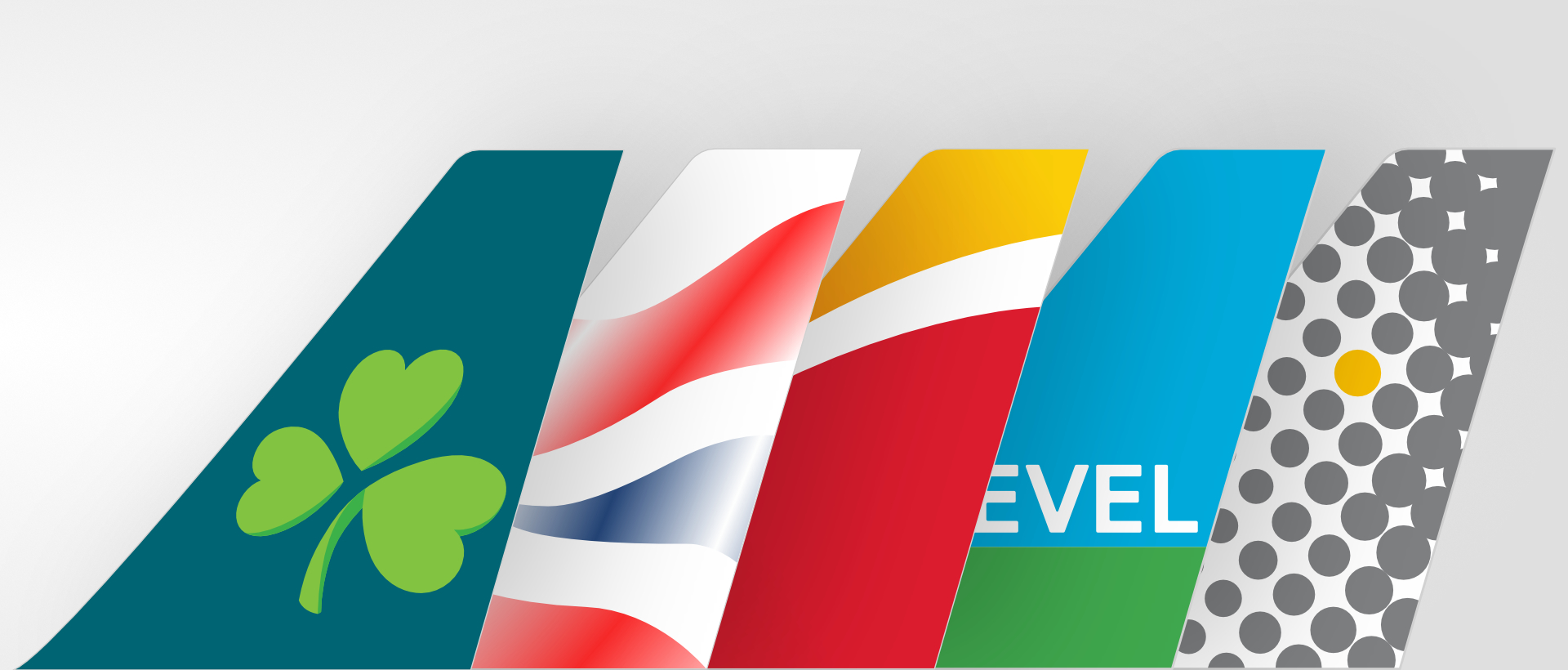
شركات الطيران الفرعية

### شركات الطيران الفرعية
تعمل الخطوط الجوية البريطانية، وأيبيريا، وأير لينغس، وفيولينغ، وليفل تحت أسماء تجارية منفصلة.
للحصول على تفاصيل حول الطائرات الحالية التي تشغلها المجموعة، راجع تفاصيل الأسطول لكل من الشركات التابعة الرئيسية العاملة - أيبيريا، والخطوط الجوية البريطانية، وأير لينغس، وفويلينغ. تخدم الشركة بأكملها حوالي 200 وجهة.

### برنامج المسافر الدائم الجماعي
تدير «آي إيه جي» برنامج المسافر الدائم «أفيوس» (Avios)، الذي تم إنشاؤه من اندماج برامج اير مايلز وو بي إيه مايلز وأيبيريا بلس بوينتس في 16 نوفمبر 2011. نقاط أفيوس (Avios) هي عملة المسافر الدائم لشركة أير لينغس، والخطوط الجوية البريطانية، وأيبيريا، وليفل، والخطوط الجوية القطرية، ويمكن استخدامها أيضًا للسفر ضمن تحالف عالم واحد بما في ذلك أمثال فيولينغ، وأمريكن، وفين إير، والقطرية، وكانتاس، إلخ. تعني إعادة الهيكلة في عام 2015 أن جميع برامج الولاء التابعة لـ «آي إيه جي» والتي تستخدم أفيوس، بما في ذلك (Avios Travel Reward Program) و (British Airways Executive Club) وأيبيريا بلس، تم نقلها إلى مجموعة أفيوس، وهي شركة فرعية لـ «آي إيه جي».
أُعلن في يوليو 2018، أن موقع (Avios.com) سيكون قريبًا من أعضاء نادي الخطوط الجوية البريطانية التنفيذي، مع تحويل جميع النقاط تلقائيًا إلى الخطوط الجوية البريطانية. تحولت الخطوط الجوية القطرية، أكبر مساهم في «آي إيه جي»، إلى أفيوس كعملة مسافر دائم لها في مارس 2022.

## روابط خارجية
- الموقع الرسمي

قالب:International Airlines Group
قالب:A4E
قالب:FTSE 100 Index constituents